# 144.ª Brigada Mixta (Ejército Popular de la República)
La 144.ª Brigada Mixta fue una unidad del Ejército Popular de la República que combatió en la Guerra civil española. A lo largo de la contienda combatió en los frentes de Aragón y Segre, interviniendo también en la batalla de Cataluña.

## Biografía
La unidad fue creada entre mayo y junio de 1937 a partir de los batallones de Montaña de la guarnición de Gerona, pasando a formar parte de la 44.ª División del XII Cuerpo de Ejército. Durante el periodo de instrucción el mando de la unidad recayó en el comandante de infantería Leopoldo Ramírez Jiménez, pasando luego comandante de infantería Álvaro Cruz Urruti. Durante la Ofensiva de Zaragoza la 144.ª BM permaneció situada en reserva en el área de Híjar-Albalate del Arzobispo, sin llegar a intervenir en los combates. Tras el final de las operaciones regresó a sus acuartelamientos en Gerona.
A comienzos de marzo de 1938 la brigada estaba compuesta por unos 2669 hombres.
El 11 de marzo de 1938, al comienzo de la campaña de Aragón, la unidad cubría el frente en Mediana, donde se vio desbordada por ataques enemigos en sus dos flancos, viéndose obligada a retroceder. El entonces jefe de la Brigada, Cruz, aprovechó esto para cruzar las líneas franquistas y pasarse al enemigo —unos días antes el jefe del 3.er batallón también se había pasado al enemigo—; su puesto pasó a ser ocupado por el mayor de milicias Manuel Alonso Martínez. Reagrupada en Quinto, el 23 de marzo volvió a ser derrotada por fuerzas enemigas, replegándose hacia Fraga —que tampoco consiguió defender— y posteriormente a Llardecans.
Posteriormente pasó a cubrir el frente del Segre. El 21 de mayo se encontraba defendiendo la cabeza de puente de Vilanova de la Barca, pasando posteriormente a la cabeza de puente de Serós, donde asaltaría —sin éxito— la «Costa de la Barca» y relevaría a la 135.ª Brigada Mixta. La unidad llegó a intervenir en la batalla del Ebro, si bien no tuvo un papel relevante y se limitió a lanzar propaganda sobre un batallón del Regimiento «San Marcial» de la 4.ª División de Navarra.
Durante la campaña de Cataluña la unidad defendió Juncosa, donde sufrió un importante quebranto que le provocó numerosas bajas.

## Mandos
Comandantes
- Comandante de infantería Leopoldo Ramírez Jiménez;[4]
- Comandante de infantería Álvaro Cruz Urruti;
- Mayor de milicias Manuel Alonso Martínez;

Comisarios
- Santiago Álvarez Gómez, del PCE;[5]
- «Soler», del PSUC;
- Gumersindo Marfil Martín;